# Volodîmîrivka, Velîka Bahacika
Volodîmîrivka (în ucraineană Володимирівка) este un sat în comuna Radîvonivka din raionul Velîka Bahacika, regiunea Poltava, Ucraina.

## Demografie
Componența lingvistică a localității Volodîmîrivka
     Ucraineană (95,96%)
     Rusă (4,04%)
Conform recensământului din 2001, majoritatea populației localității Volodîmîrivka era vorbitoare de ucraineană (95,96%), existând în minoritate și vorbitori de rusă (4,04%).